# Агрономічні руди
Агрономі́чні ру́ди (рос. агрономические руды, англ. agronomic ores, fertilising ores, нім. agronomische Erze) — природні мінеральні утворення, що є сировиною для 
- виробництва мінеральних добрив (апатитові руди, фосфорити, калійні солі),
- вапнування кислих ґрунтів (вапняки, доломіти, крейда, мергель),
- гіпсування солонцюватих ґрунтів (гіпс, ангідрит, фосфогіпс),
- а також місцеві добрива (торф, сапропель)
- та мінер. адсорбенти для поліпшення водно-фізичних властивостей ґрунтів (цеоліти, вермікуліт, глауконіт, бентоніти тощо).

## Поклади
В Україні є значні поклади калійних солей у Передкарпатті (Львівська та Івано-Франківська область), а також високоякісних цеолітів на Закарпатті. 
Поклади торфу і сапропелів поширені на Поліссі. Вапняки, мергелі та крейда є в більшості областей України, гіпс — на Донбасі та на Придністров'ї. 
Родовища бідних апатитових руд є у Запорізькій та Житомирській областях, фосфоритів — у Хмельницькій, Донецькій та Волинській областях.